# 장성 죽림사고문서일괄
장성 죽림사고문서일괄(長城 竹林祠古文書一括)은 전라남도 장성군 북이면 만무리, 죽림사에 소장되어 있는 고문서이다. 1988년 12월 21일 전라남도의 유형문화재 제163호로 지정되었다.

## 개요
조선 태종 때의 문신인 심은 이수(1374∼1430)를 모시고 있는 죽림사에 소장된 것으로, 이수와 관련된 서첩류와 편지, 부조묘와 죽림사 창건에 관련된 자료 그리고 논밭을 매매한 문서 등 고문서류를 포함하여 17건 91점이다.
이수는 41세때 문과에 급제하여 예문관 대제학, 이조판서를 지냈다. 시호는 '문정'이다.
죽림사는 선조 23년(1590)에 호남의 유림들이 진원현 죽림동에 창건하였으나 정유재란 때 불타 없어져 순조 14년(1814)에 다시 중건하였다. 그후 고종 5년(1868)에 훼손되었던 것을 1947년 복원하였다.

## 참고 문헌
- 장성죽림사고문서일괄 - 국가유산청 국가유산포털